# Tiny Broadwick
Georgia Ann Thompson Broadwick (Oxford, 8 de abril de 1893 - Califórnia, 25 de agosto de 1978), ou apenas Georgia Broadwick, foi uma pioneira paraquedista norte-americana. Foi a primeira mulher a saltar de paraquedas nos Estados Unidos e a primeira pessoa a fazer isso em queda livre. Seu apelido de "tiny" (minúscula em inglês) é por conta da sua pouca altura e peso, 1.5 metro e 39 kg.

## Vida pessoal
Nascida em Oxford, na Carolina do Norte, em 1893, de George e Emma Ross. A última de sete filhas de uma família muito pobre, Georgia ganhou o apelido de "tiny" por seu pequeno tamanho. Casou-se com apenas 12 anos, tendo um bebê aos 13 anos, fazendo-a abandonar a escola pouco tempo depois, mas com a morte do marido, ela começou a trabalhar em uma um moinho para sustentar a filha, Verla.
Aos 15 anos, ela viu Charles Broadwick, pioneiro inventor e paraquedista, saltar de paraquedas de um balão de ar quente e decidiu entrar para seu grupo. Com o tempo, Tiny passou a fazer seus saltos de aviões, mas seus primeiros saltos foram de balões. Seu primeiro salto de um balão de ar quente foi em 28 de dezembro de 1908 e Charles a adotou como filha durante as viagens da trupe.
Viajando com Charles, ela se apresentou em feiras, convenções e parques. Seus saltos a tornaram famosa. Além de ter sido a primeira mulher a saltar de paraquedas e a primeira pessoa a cair em queda livre, ela também foi a primeira mulher a saltar sobre a água. Seu primeiro salto de um avião foi em 21 de junho de 1913, sobre Los Angeles. O avião era pilotado por Glenn L. Martin. Em 1914 ela também saltou de um avião construído e pilotado por Glenn L. Martin, 300 metros acima do Griffith Park.
Em 1914, ela demonstrou o uso do paraquedas para o Exército dos Estados Unidos, que na época tinha uma pequena frota de aeronaves propensas a riscos. O Exército aceitou de maneira relutando o paraquedas, depois de ver um de seus saltos. Em uma das demonstrações, a linha estática ficou enrolada na cauda da aeronave, o que a obrigou a cortar a linha e e a abrir o paraquedas, manualmente, durante a queda. A demonstração também indicava que o piloto podia escapar de uma aeronave em pane ou queda. Tiny se aposentou dos saltos em 1922, com um currículo contando com mais de 1100 saltos.

## Morte
Tiny Broadwick faleceu em 1978, em 25 de agosto, na Califórnia, e foi enterrada em Henderson, na Carolina do Norte.